# Jeremy Strong
Cet article concerne l'acteur américain. Pour l'écrivain britannique, voir Jeremy Strong (auteur). Pour les autres significations, voir Strong.
Jeremy Strong est un acteur américain, né le 25 décembre 1978 à Boston (Massachusetts).
Il est surtout connu pour son rôle de Kendall Roy dans la série télévisée américaine Succession, pour lequel il remporte plusieurs récompenses, notamment l'Emmy et le Golden Globe du meilleur acteur dans une série télévisée dramatique respectivement en 2020 et 2022.
Adepte de la "méthode", Jeremy Strong est également apparu dans de nombreux films réputés, dont Lincoln (2012), Zero Dark Thirty (2012), Selma (2014), The Big Short (2015), Le Grand Jeu (2017), The Gentlemen (2019) et Les Sept de Chicago (2020). En 2024, son talent est d'autant plus reconnu grâce à son interprétation de Roy Cohn dans le film The Apprentice, qui lui vaut d'être nommé pour le BAFTA, le Golden Globe et l'Oscar du meilleur acteur dans un second rôle.

## Biographie
Jeremy Strong est né à Boston, d'une mère infirmière en hospice aux origines irlandaises et d'un père qui travaille dans la justice juvénile. Après une enfance dans les quartiers difficiles de Boston et le divorce de ses parents, il obtient son diplôme à l'Université de Yale, où il a joué dans plusieurs pièces de théâtre, avec un diplôme en anglais. Durant ses années lycées, il a joué plusieurs pièces de théâtre avec Chris Evans et sa sœur.
En grandissant, Jeremy Strong admirait les acteurs Daniel Day-Lewis, Al Pacino et Dustin Hoffman, collant des affiches de leurs films dans sa chambre et suivant de près chacune de leurs interviews. Il a également travaillé sur plusieurs tournages de films, notamment à la régie son d'Amistad et au montage du film Looking for Richard réalisé par Al Pacino. Il a également  étudié à la Royal Academy of Dramatic Art et à la Steppenwolf Theatre Company à Chicago.
Après avoir obtenu son diplôme à Yale, Jeremy Strong emménage à New York et passe une année à envoyer des auditions et des lettres pour se faire engager dans une production mais ne reçoit aucune réponse. Il recontacte même Chris Evans, qui a accédé à la notoriété grâce au film Sex Academy pour le convaincre de le faire rencontrer son agent. Finalement, cette rencontre ne mènera à rien. Il est engagé plus tard dans un théâtre qui, en 2003, accueillera la pièce de théâtre The Ballad of Jack and Rose avec Daniel Day-Lewis. Il devient son assistant et se montre tellement dévoué que l'acteur lui écrira une note "qui contient bon nombre de ce qui est devenu mes préceptes et croyances les plus profonds à propos de son travail en tant qu'acteur", note qu'il garde secrète jusqu'aujourd'hui par respect pour son modèle. En 2004, il est choisi pour jouer la pièce La Cerisaie avec Jessica Chastain, Chris Messina et Michelle Williams.
Au fil des années 2000, Jeremy Strong obtient plusieurs rôles dans divers pièces et pour s'y préparer, il se rend directement dans les secteurs d'activité ou dans l'univers de ses personnages, comme en 2005 où il participe à l'entraînement à l'armurerie de la Marine pour se préparer au rôle d'un soldat de la Marine ou encore en 2008 où il s'immerge dans le 17è siècle pour se préparer au rôle d'un jeune Baruch Spinoza. En 2008, après avoir réussi à apprendre en seulement six heures les répliques d'un rôle après avoir été choisi pour remplacer un acteur ayant une urgence familiale, il est engagé par un agent.

## Carrière
En fin 2008, Jeremy Strong fait ses débuts à Broadway dans la pièce de théâtre Un homme pour l'éternité où il interprète le Sir Richard Rich face à Frank Langella, performance qui plaît à la critique. De plus, son talent est également salué par les professionnels du milieu, se faisant nominer deux fois pour le Lucille Lortel du meilleur acteur en trois ans. Plus tard, il obtient son premier rôle au cinéma dans le film Humboldt County. En 2012, il retrouve Daniel Day-Lewis dans le film Lincoln de Steven Spielberg où il interprète John George Nicolay le secrétaire d'Abraham Lincoln.
Par la suite, il enchaîne les petits rôles au cinéma, jouant un analyste de la CIA dans le film historique Zero Dark Thirty de Kathryn Bigelow en 2012, Lee Harvey Oswald dans Parkland, James Reeb dans le film dramatique Selma sur les mouvements américain des droits civil réalisé par Ava DuVernay en 2014 et le promoteur immobilier Dean Keith dans Le Grand Jeu où il retrouve Jessica Chastain en 2017. Strong devait également avoir son premier grand rôle principal dans le film Detroit de Kathryn Bigelow mais a été écarté du projet car "son personnage ne collait pas à l'histoire du film".
Grâce à sa performance dans The Big Short : Le Casse du siècle, le réalisateur du film lui a offert un rôle dans la série télévisée Succession en 2018. Alors qu'il avait originellement auditionné pour le rôle de Roman Roy, le petit dernier immature et détestable de la famille Roy finalement interprété par Kieran Culkin, il obtient le rôle de Kendall Roy. Ce rôle a permis à l'acteur d'être acclamé dans le monde entier, autant par le public que par les critiques et les professionnels de l'industrie. Grâce à ce rôle, Jeremy Strong a remporté l'Emmy du meilleur acteur dans une série dramatique en 2020 et le Golden Globe du meilleur acteur dans une série télévisée dramatique en 2022 parmi de nombreuses autres nominations.
Jeremy Strong apparaît dans le film comique The Gentlemen de Guy Ritchie en 2019, interprète l'activiste anti-guerre Jerry Rubin dans le film Les Sept de Chicago d'Aaron Sorkin en 2020 et joue aux côtés d'Anthony Hopkins et Anne Hathaway dans Armageddon Time en 2022. En 2024, Jeremy Strong fait son retour à Broadway en jouant dans l'adaptation d'Amy Herzog de la pièce Un ennemi du peuple. Ce retour lui fait gagner le Tony Award du meilleur acteur dans une pièce pour le rôle du Dr. Thomas Stockmann. La même année, il interprète Roy Cohn, l'avocat et mentor de Donald Trump joué par Sebastian Stan, dans la satire The Apprentice d'Ali Abbasi, performance qui plaît encore une fois aux critiques et qui lui obtient une nomination pour le BAFTA Award, le Golden Globe et l'Oscar du meilleur acteur dans un second rôle.
En 2025, il est de retour au Festival de Cannes mais cette fois-ci en tant que membre du jury, sous la présidence de Juliette Binoche.

## Vie personnelle
Strong a épousé Emma Wall, une psychiatre danoise, en 2016. Ils ont deux filles : Ingrid (née en avril 2018 à Copenhague) et Clara (née en novembre 2019 à New York),,,. Strong et sa famille vivent à Copenhague.

## Filmographie

### Cinéma
- 2008 : Humboldt County de Darren Grodsky : Peter
- 2008 : Phénomènes de M. Night Shyamalan : le soldat Auster
- 2009 : The Messenger d'Oren Moverman : un soldat
- 2009 : Kill Daddy Good Night (Das Vaterspiel) de Michael Glawogger : Bruce
- 2009 : Contact High de Michael Glawogger : Carlos
- 2010 : Les Meilleurs amis (The Romantics) de Galt Niederhoffer : Pete
- 2010 : Yes (court métrage) de Sally Potter : l'homme
- 2011 : Love Is Like Life But Longer (court métrage) de Poppy de Villeneuve : l'homme aveugle
- 2012 : Lincoln de Steven Spielberg : John Nicolay
- 2012 : Robot and Frank de Jake Schreier : Jake
- 2012 : Please, Alfonso (court métrage) de Jake Hoffman : Alfonso
- 2012 : See Girl Run de Nate Meyer : Brandon
- 2012 : Zero Dark Thirty de Kathryn Bigelow : Thomas
- 2013 : Parkland de Peter Landesman : Lee Harvey Oswald
- 2014 : Le Juge (The Judge) de David Dobkin : Dale Palmer
- 2014 : Time Out of Mind d'Oren Moverman : Jack
- 2014 : Selma d'Ava DuVernay : James Reeb
- 2015 : Strictly Criminal (Black Mass) de Scott Cooper : Josh Bond (non crédité au générique)
- 2015 : The Big Short : Le Casse du siècle d'Adam McKay : Vinny Daniel
- 2017 : Detroit de Kathryn Bigelow : Lang
- 2017 : Le Grand jeu (Molly's Game) d'Aaron Sorkin : Dean Keith
- 2019 : Serenity de Steven Knight : Reid Miller
- 2020 : The Gentlemen de Guy Ritchie : Mathew
- 2020 : Les Sept de Chicago (The Trial of the Chicago 7) d'Aaron Sorkin : Jerry Rubin
- 2022 : Armageddon Time de James Gray : Irving Graff
- 2024 : The Apprentice d'Ali Abbasi : Roy Cohn
- 2025 : Deliver Me from Nowhere de Scott Cooper : Jon Landau
- 2026 : The Social Network - Part II d'Aaron Sorkin : Mark Zuckerberg

### Télévision
- 2011-2013 : The Good Wife : Matt Becker (5 épisodes)
- 2013 : Mob City : Mike Hendry (4 épisodes)
- 2016 : Masters of Sex : Art Dreesen (9 épisodes)
- 2018-2023 : Succession : Kendall Roy

## Distinctions

### Récompenses
- Palm Springs International Film Festival 2016 : Meilleure distribution pour The Big Short : Le Casse du siècle
- Critics' Choice Awards 2020 : Meilleur acteur dans une série télévisée dramatique pour Succession
- Satellite Awards 2020 : Meilleur acteur dans un second rôle dans une série télévisée pour Succession
- Primetime Emmy Awards 2020 : Meilleur acteur dans une série télévisée dramatique pour Succession
- Screen Actors Guild Awards 2021 : Meilleure distribution partagé avec Yahya Abdul-Mateen II, Sacha Baron Cohen, Joseph Gordon-Levitt, Kelvin Harrison Jr., Michael Keaton, Frank Langella, John Carroll Lynch, Eddie Redmayne, Mark Rylance et Alex Sharp pour Les Sept de Chicago
- Screen Actors Guild Awards 2022 : Meilleure distribution pour une série dramatique pour Succession partagé avec Nicholas Braun, Juliana Canfield, Brian Cox, Dagmara Dominczyk, Peter Friedman, Jihae, Justine Lupe, Matthew Macfadyen, Dasha Nekrasova, Scott Nicholson, David Rasche, Alan Ruck, J. Smith-Cameron, Sarah Snook, Fisher Stevens, Kieran Culkin et Zoe Winters.
- Golden Globes 2022 : Meilleur acteur dans une série télévisée dramatique pour Succession
- Screen Actors Guild Awards 2024 : Meilleure distribution pour une série dramatique pour Succession partagé avec Nicholas Braun, Juliana Canfield, Brian Cox, Dagmara Domińczyk, Peter Friedman, Justine Lupe, Matthew Macfadyen, Arian Moayed, Scott Nicholson, David Rasche, Alan Ruck, Alexander Skarsgård, J. Smith-Cameron, Sarah Snook, Fisher Stevens, Kieran Culkin et Zoë Winters

- Tony Awards 2024 : Meilleur acteur dans une pièce pour Un ennemi du peuple

### Nominations
- Lucille Lortel Awards 2008 : Meilleur acteur dans une pièce de théâtre pour New Jerusalem
- Lucille Lortel Awards 2011 : Meilleur acteur dans une pièce de théâtre pour The Coward
- Screen Actors Guild Awards 2016 : Meilleure distribution pour The Big Short : Le Casse du siècle partagé avec Christian Bale, Steve Carell, Ryan Gosling, Melissa Leo, Hamish Linklater, John Magaro, Brad Pitt, Rafe Spall, Marisa Tomei et Finn Wittrock
- Dorian Awards 2019 : Meilleur acteur de l'année à la télévision pour Succession
- Television Critics Association Awards 2020 : Meilleure interprétation dans une série dramatique pour Succession
- Screen Actors Guild Awards 2021 : Meilleur acteur dans une série télévisée dramatique pour Succession
- Satellite Awards 2021 : Meilleur acteur dans un second rôle dans une série télévisée pour Succession
- Primetime Emmy Awards 2022 : Meilleur acteur dans une série télévisée dramatique pour Succession
- AACTA Awards 2022 : Meilleur acteur dans une série télévisée pour Succession
- Critics' Choice Awards 2022 : Meilleur acteur dans une série télévisée dramatique pour Succession
- Television Critics Association Awards 2022 : Meilleure interprétation dans une série dramatique pour Succession
- Satellite Awards 2021 : Meilleur acteur dans un second rôle pour Armageddon Time
- Television Critics Association Awards 2023 : Meilleure interprétation dans une série dramatique pour Succession
- Hollywood Creative Alliance 2023 : Meilleur acteur dans une série dramatique diffusée sur câble pour Succession
- Festival International du film de Santa Barbara 2023 : Prix du Virtuose pour Armageddon Time
- Golden Globes 2024 : Meilleur acteur dans une série dramatique pour Succession
- Primetime Emmy Awards 2024 : Meilleur acteur dans une série télévisée dramatique pour Succession
- Broadway.com Audience Awards 2024 : Performance principale favorite dans une pièce de théâtre pour Un ennemi du peuple
- Drama League Awards 2024 : Meilleure performance pour Un ennemi du peuple
- Outer Critics Circle Awards 2024 : Meilleure performance dans une représentation à Broadway pour Un ennemi du peuple
- Critics' Choice Awards 2024 : Meilleur acteur dans une série télévisée dramatique pour Succession
- Golden Globes 2025 : Meilleur acteur dans un second rôle pour The Apprentice
- Screen Actors Guild Awards 2025 : Meilleur acteur dans un second rôle pour The Apprentice
- British Academy Film Awards 2025 : Meilleur acteur dans un second rôle pour The Apprentice
- Oscars 2025 : Meilleur acteur dans un second rôle pour The Apprentice